# Silnice I/27
Silnice I/27 je silnice první třídy procházející v severojižním směru západní a severní část Česka. Na jihu začíná na hraničním přechodu v Železné Rudě, prochází Klatovy, Plzní, Kralovicemi, Žatcem, Mostem, Litvínovem a končí v Dubí. Celá část silnice od Plzně k hraničnímu přechodu u Železné Rudy je součástí evropské silnice E53. Mezi Železnou Rudou a Javornou stoupá silnice první třídy až do nadmořské výšky 1020 m n. m., a je tedy druhou nejvýše položenou silnicí I. třídy v Česku. Silnice je dlouhá 216,771 km. V části trasy je silnice v kategorii silnice pro motorová vozidla.

## Trasa (proti směru staničení)

### Okres Klatovy
Silnice na jihu okresu prochází údolím řeky Řezná a přetíná údolí Křemelné v CHKO Šumava a tvoří západní hranici Národního parku Šumava. Od Běšin až do Klatov vede údolím Drnového potoka, od Švihova údolní nivou Úhlavy.
- státní hranice s Německem (Bundesstrasse 11)
- Alžbětín
- Železná Ruda, křížení a peáž s II/190 (2,5 km)
- Pamferova huť
- křížení s II/190 (4,5 km)
- Gerlova Huť
- Javorná
- Eisnerův dvůr
- Onen Svět, křížení s III/0279 (11 km)
- Jesení
- křížení s III/17115 (3,5 km)
- Čachrov, křížení s III/17113 (1,5 km)
- Březí, křížení s III/17114 (1,5 km)
- Hořákov
- Běšiny, křížení a 1 km peáž s II/171 (4,5 km)
- Šalený Mlýn
- Neznašovy, křížení s III/0278 (2,5 km)
- Dubový Mlýn
- U Hajníků
- Vrhaveč
- Malá Víska
- křížení s III/19124 (4,5 km)
- Luby

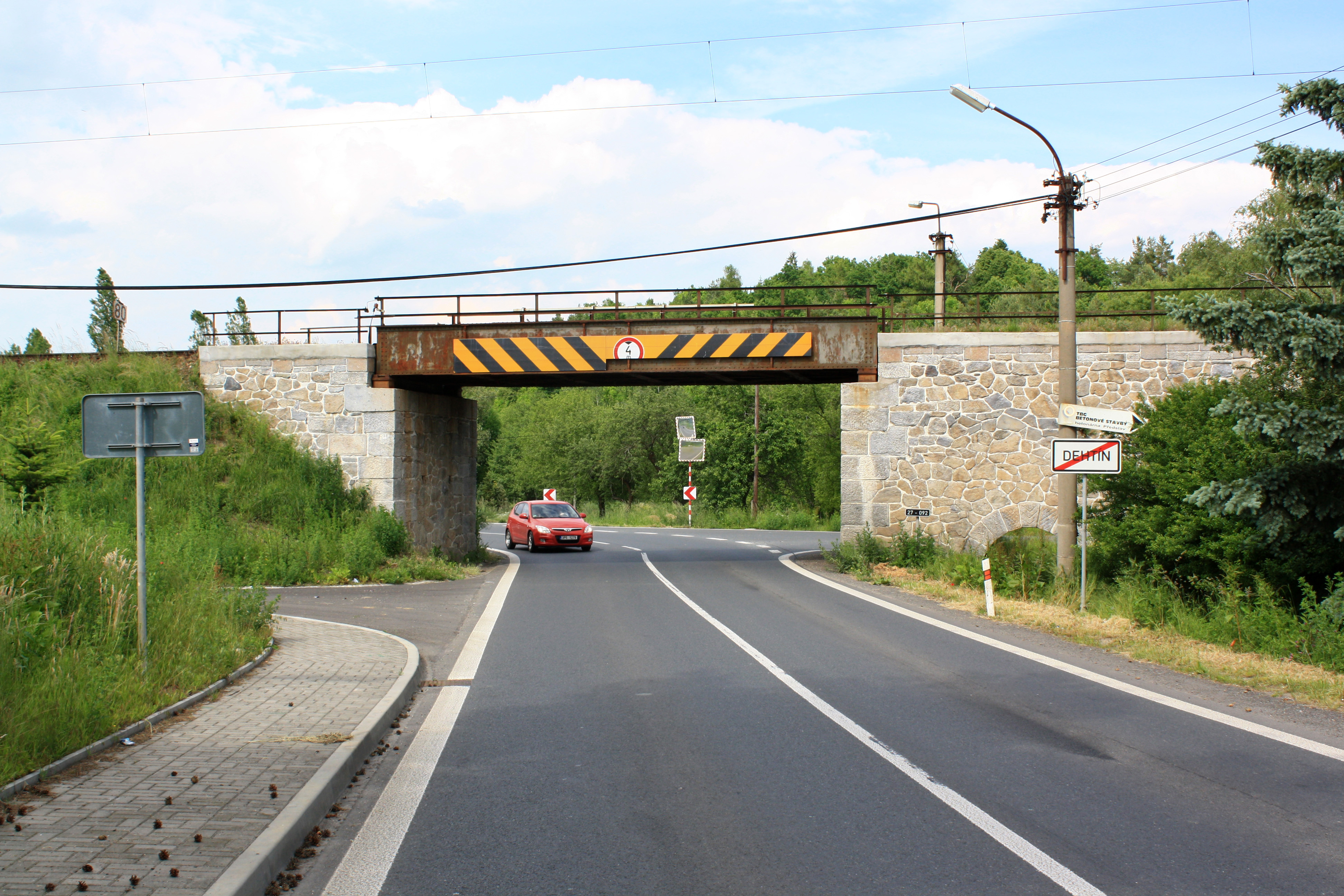
Podjezd pod tratí Plzeň–Klatovy v Dehtíně

- Klatovy – křížení se silnicemi I/22, II/185, II/186, III/19122, III/18525a, II/191 a III/11766 (celkem 6 km)
- Štěpánovice
- Dehtín, křížení s III/11767 a II/1842 (4 km)
- Kokšín
- Švihov, křížení s II/184, III/0277 a III/1827 (5 km)
- Červené Poříčí, křížení s III/11760 (1,5 km)

### Okres Plzeň-jih
V dalším okrese trasa pokračuje širokým údolím Úhlavy až do Přeštic.
- Borovy, křížení s II/182
- křížení s III/0276
- křížení s III/0275
- Lužany, křížení s III/18325 a III/18211 (3 km)

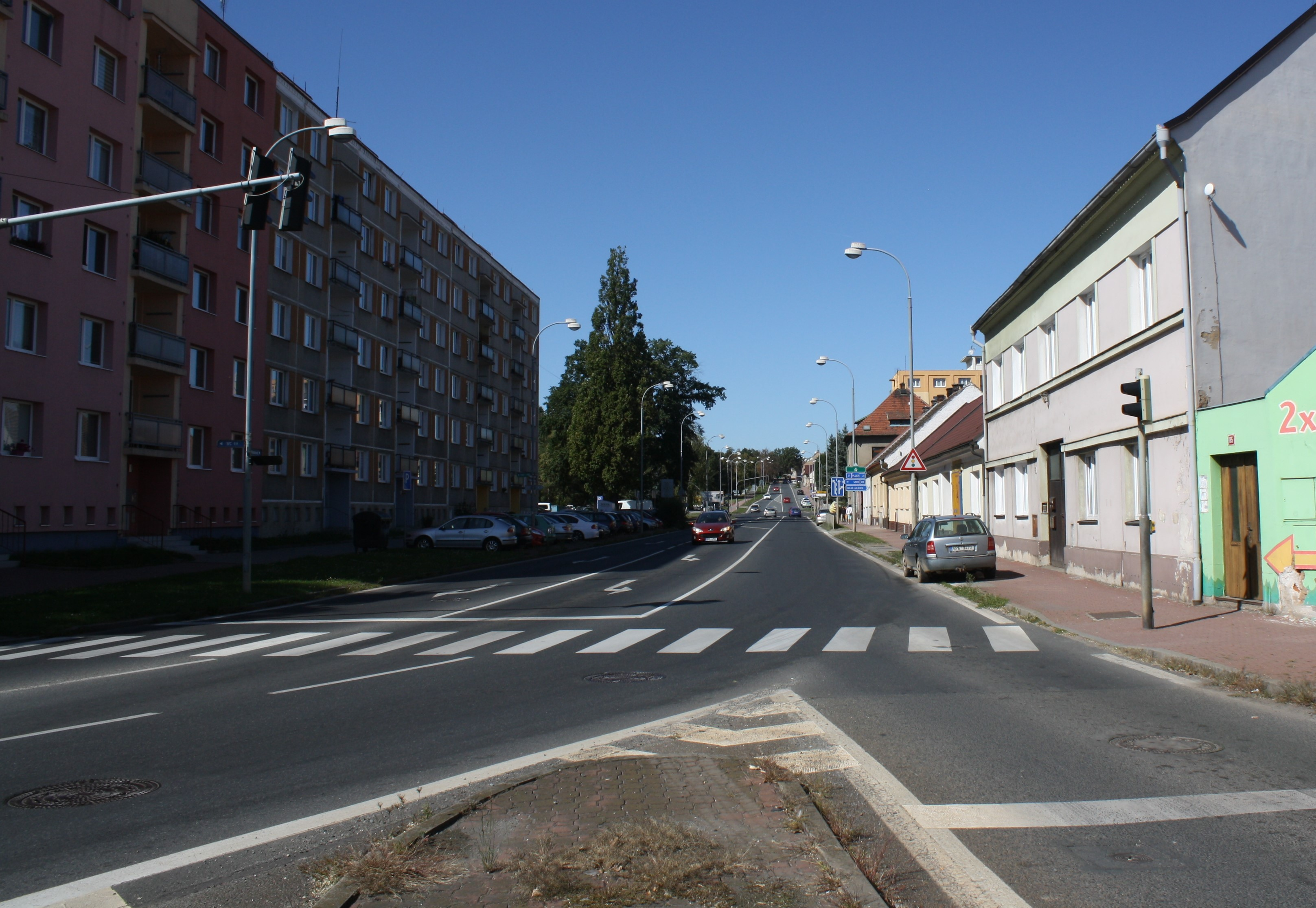
Přeštice, centrum města, zprava se připojuje II/230

- Přeštice, křížení a peáž s II/183, II/230 a III/18027 (3,5 km)
- křížení s III/18030 a III/18056 (3 km)

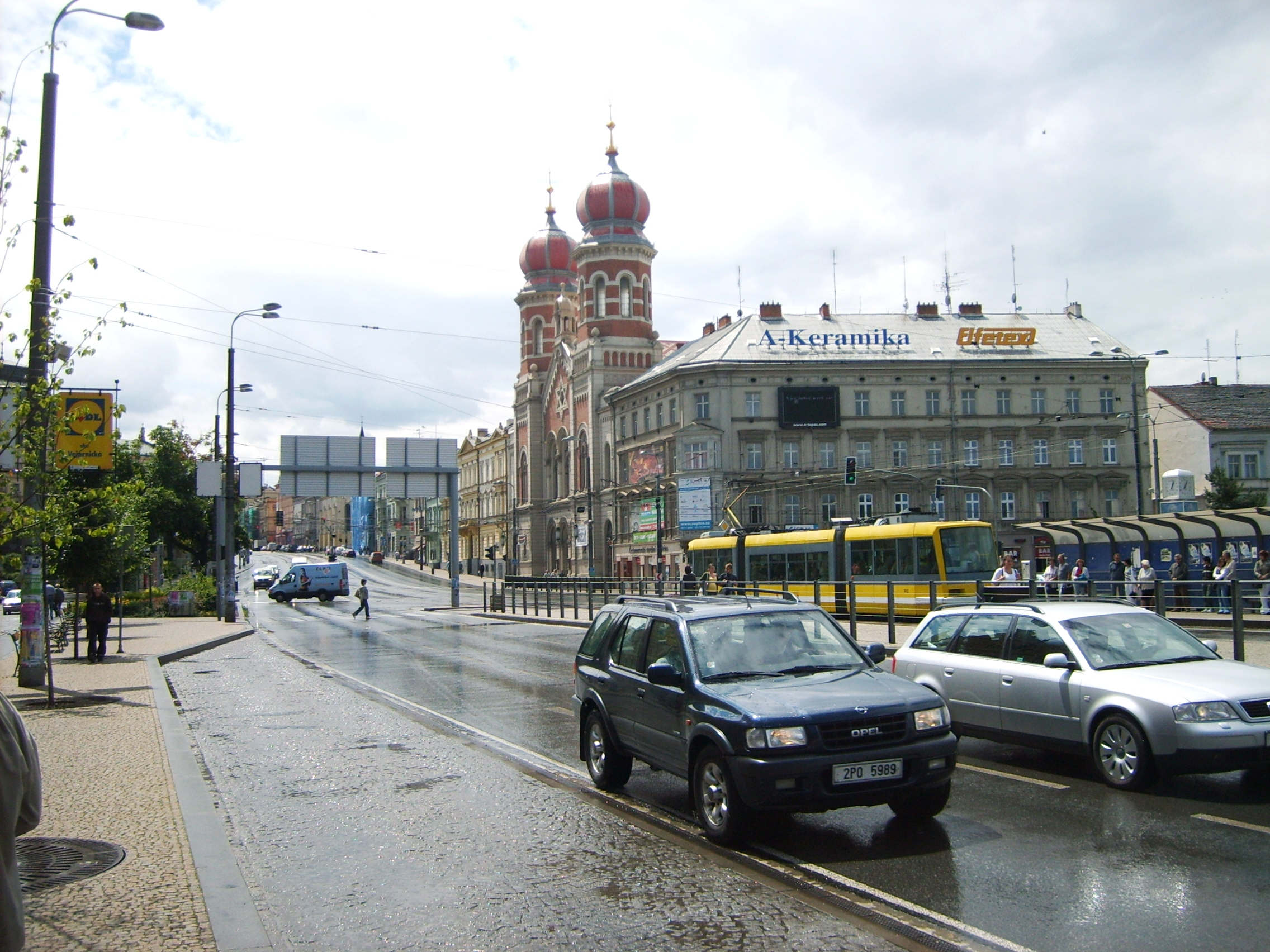
Sady Pětatřicátníků v centru Plzně

- Horní Lukavice
- křížení s III/18029 (2,5 km)
- křížení s III/18040 (1,5 km)
- křížení s III/18045b (1,5 km)

odtud jako čtyřpruhová komunikace
křížení s II/180

### Okres Plzeň-město
V Plzni silnice 27 prochází městem a tvoří jeho páteřní komunikaci. Na jižním okraji překonává vysokým mostem řeku Radbuzu pod hrází vodní nádrže České Údolí, v centru po mostu generála Pattona řeku Mži. Na severním okraji prochází oblastí Boleveckých rybníků.
- křížení s dálnicí D5 (2 km)
- Plzeň – křížení se silnicemi III/18045, III/18052, peáž s I/26, I/20

### Okres Plzeň-sever

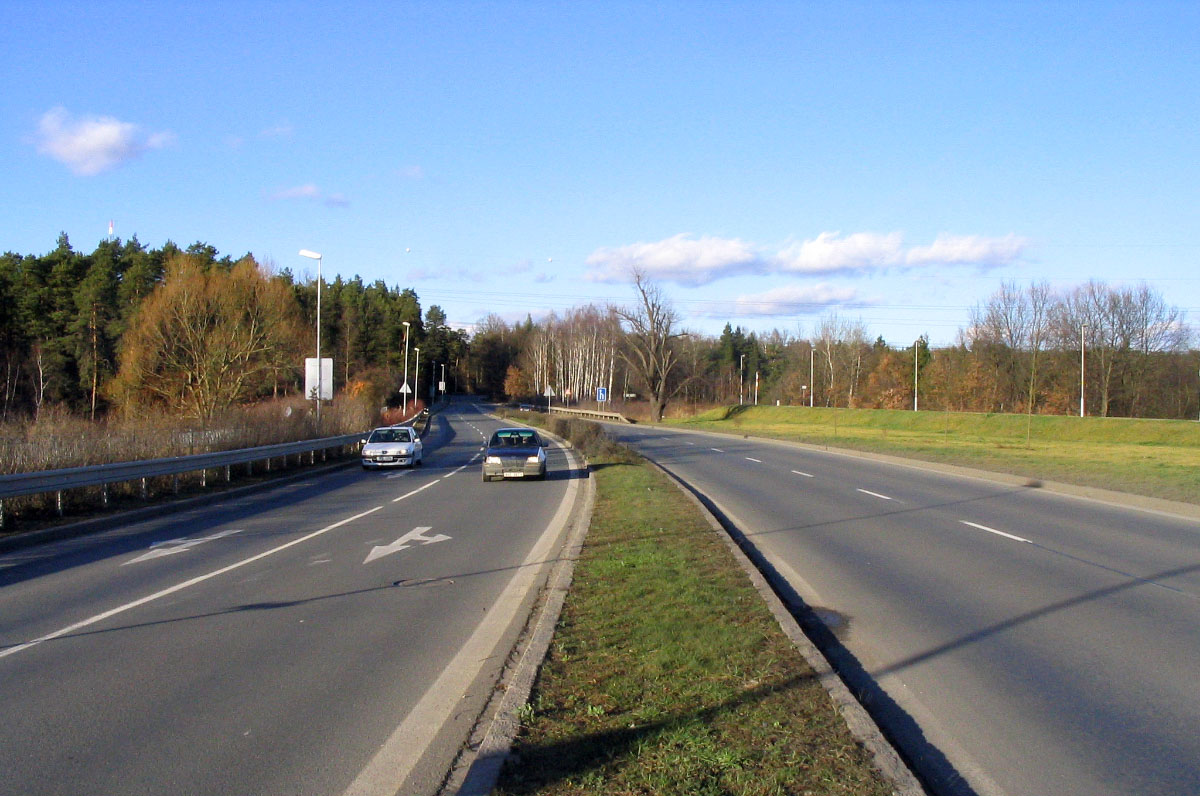
Silnice I/27 na hrázi Třemošenského rybníka severně od Plzně

V jižní části okresu vede silnice často dlouhými lesními úseky, v Třemošné překonává stejnojmennou říčku, v Plasích pak silnice klesá do hlubokého kaňonu Střely a zpět na náhorní plošinu Kralovicka s převahou polí. Na severním okraji okresu silnice vstupuje do přírodního parku Jesenicko.
- Třemošná, křížení s II/180, III/18010 a III/1807
- křížení s III/1804
- Kaznějov, křížení s III/2318 a II/204
- Rybnice
- Plasy, křížení s III/2057 a III/23110
- křížení s III/0274
- Sokolka
- Rouda
- Hadačka, křížení s III/20137 a III/2319
- Kralovice, křížení s III/20135, II/201, II/229 a III/2292
- Hubenov
- křížení s III/2291
- Vysoká Libyně

### Okres Rakovník
Téměř celý úsek v rakovnickém okrese prochází přírodním parkem Jesenicko, v jeho severní části silnice tvoří hranici tohoto parku.
- křížení s III/2061
- Žďár, křížení s III/2296 a II/206
- Tlestky
- křížení s III/2295
- Jesenice, křížení s III/0273 a III/2065
- křížení s III/2243 a III/0273
- křížení s III/00611
- křížení s I/6
- křížení s III/2244

### Okres Louny

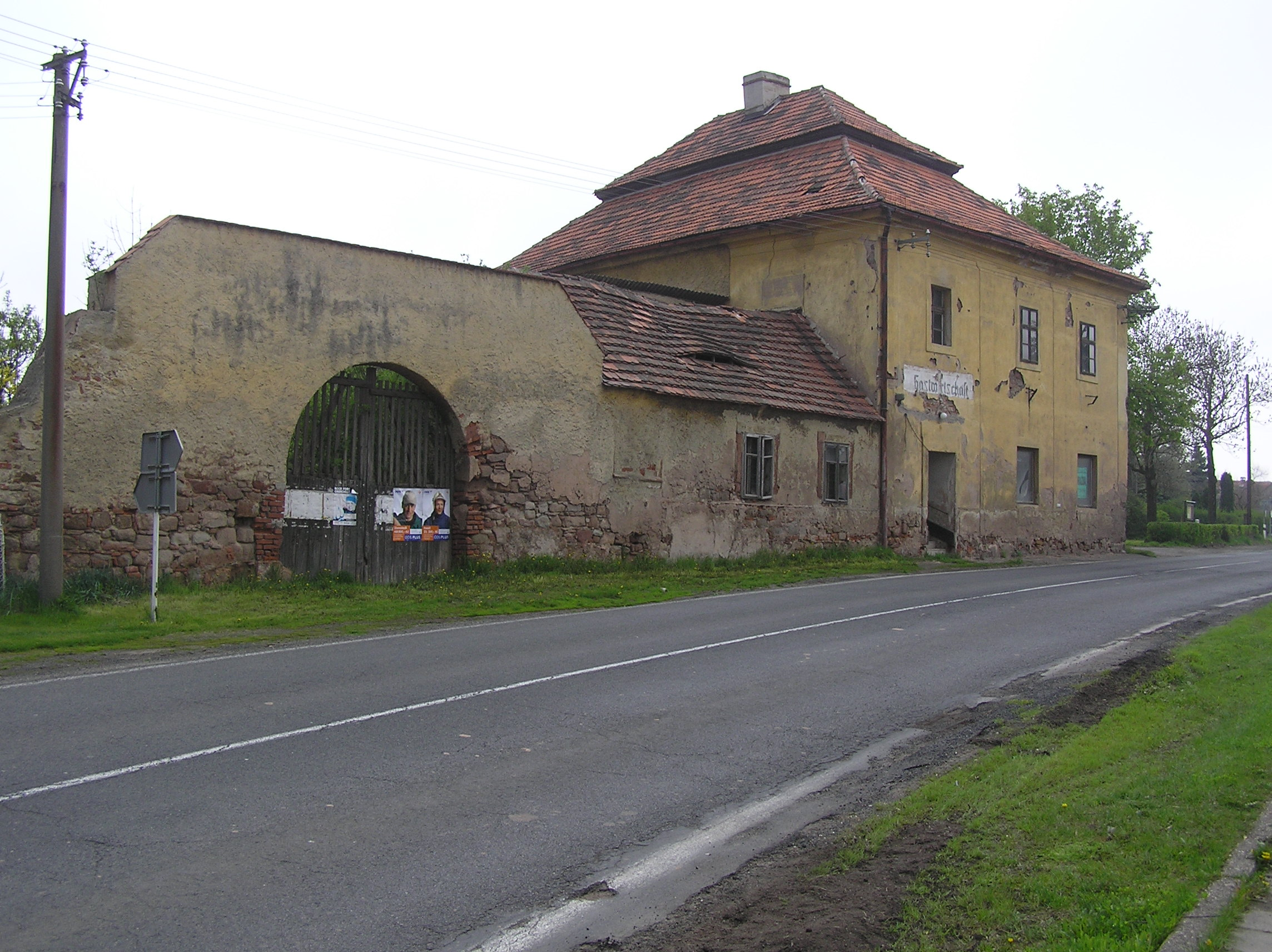
Silnice I/27 před bývalým zájezdním hostincem ve Strojeticích

- Strojetice, křížení s III/2342 a III/2215
- Očihovec
- Hradčany (Očihov), křížení s II/224
- Blšany, křížení s II/221
- křížení s III/22110
- Pšov, křížení s II/226
- Sýrovice, křížení s III/22111
- křížení s III/22722
- Radíčeves, křížení s III/22721 a III/22723
- Žatec, křížení s III/22524, II/225, III/22125 a II/250
- Velichov, křížení s III/0271
- Žiželice, křížení s III/22528
- křížení s dálnicí D7
- Velemyšleves, křížení s III/25116 a III/2502

### Okres Most

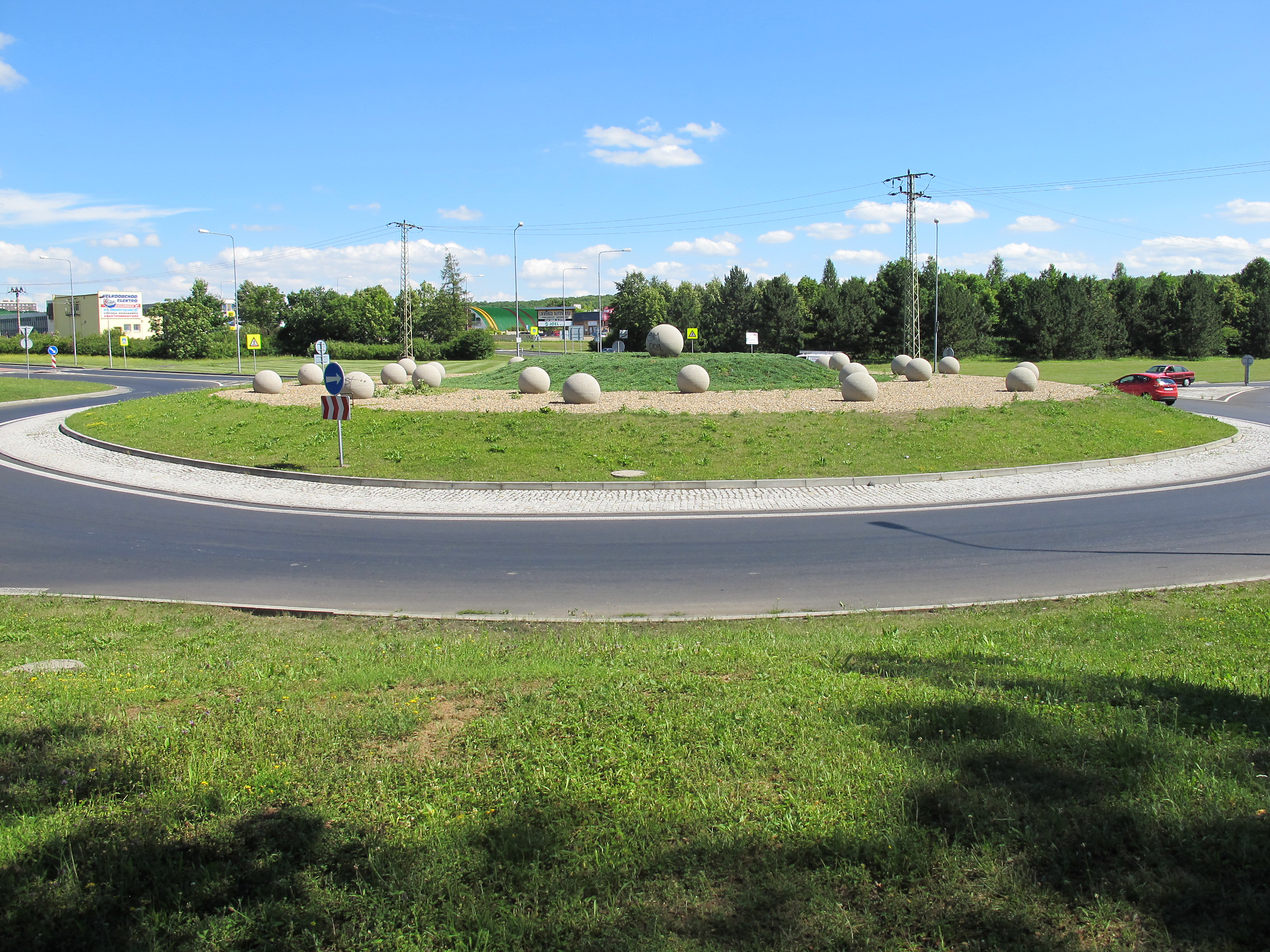
Kruhový objezd v Mostě

- Havraň, křížení s II/251 a III/2519
- křížení s II/255
- Most – křížení a peáž se silnicemi I/15 a I/13 (čtyřpruh) až po Souš. Následuje ještě asi 1 km ve čtyřpruhové úpravě.
- Záluží, křížení s II/255
- Litvínov, křížení s II/271 a III/2564
- Lom, křížení s III/0138, III/0139 a II/256
- křížení s II/254

### Okres Teplice
- Osek, křížení s III/01310 a III/25612
- Háj u Duchcova, křížení s III/25614
- Křižanov, křížení s III/01315
- Hrob, křížení s III/23340 a II/382
- Střelná, křížení s III/25340a
- Dubí – křížení se silnicemi III/01319, napojení na I/8 a II/253

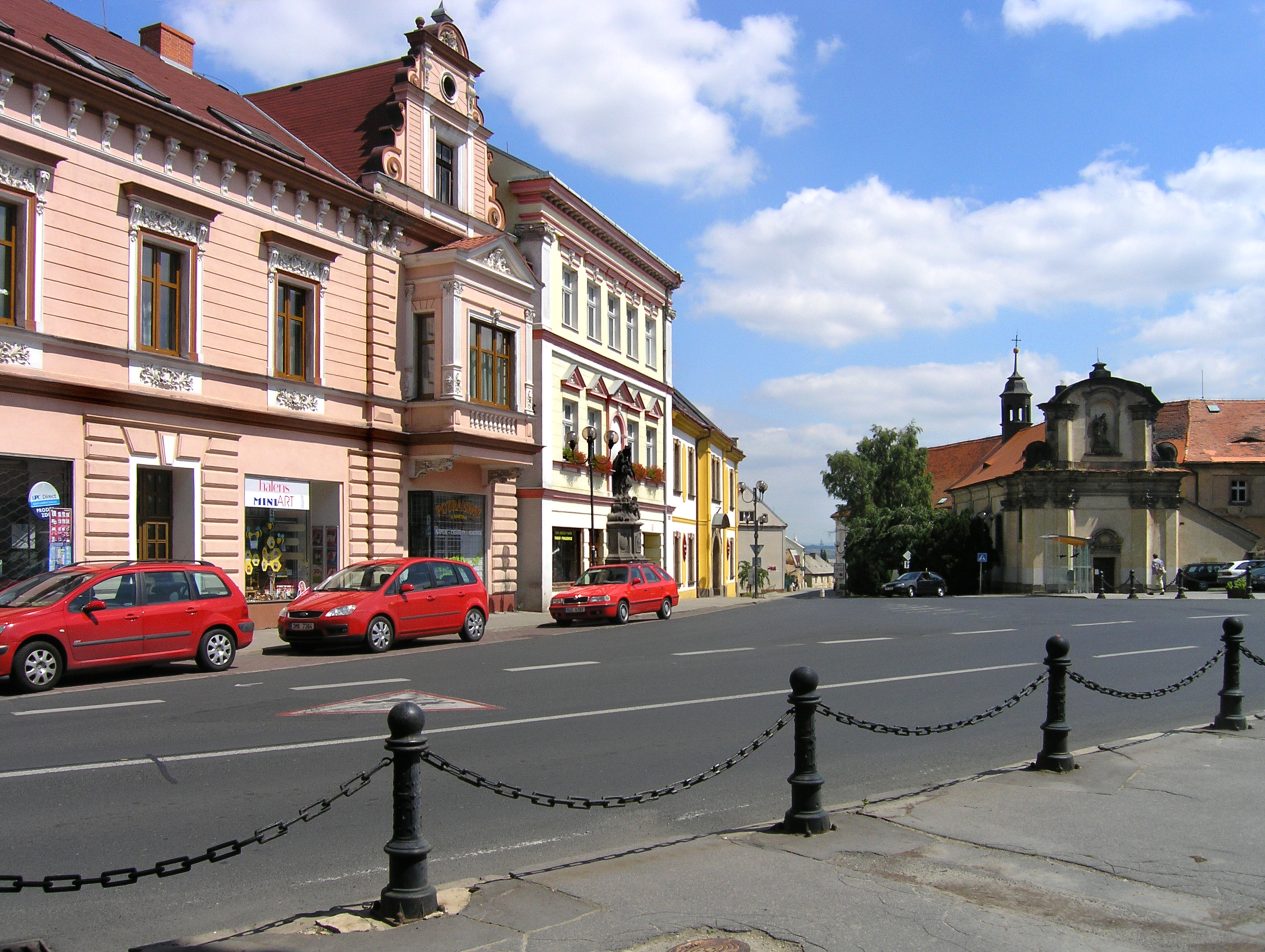
Průtah historickým centrem Oseku
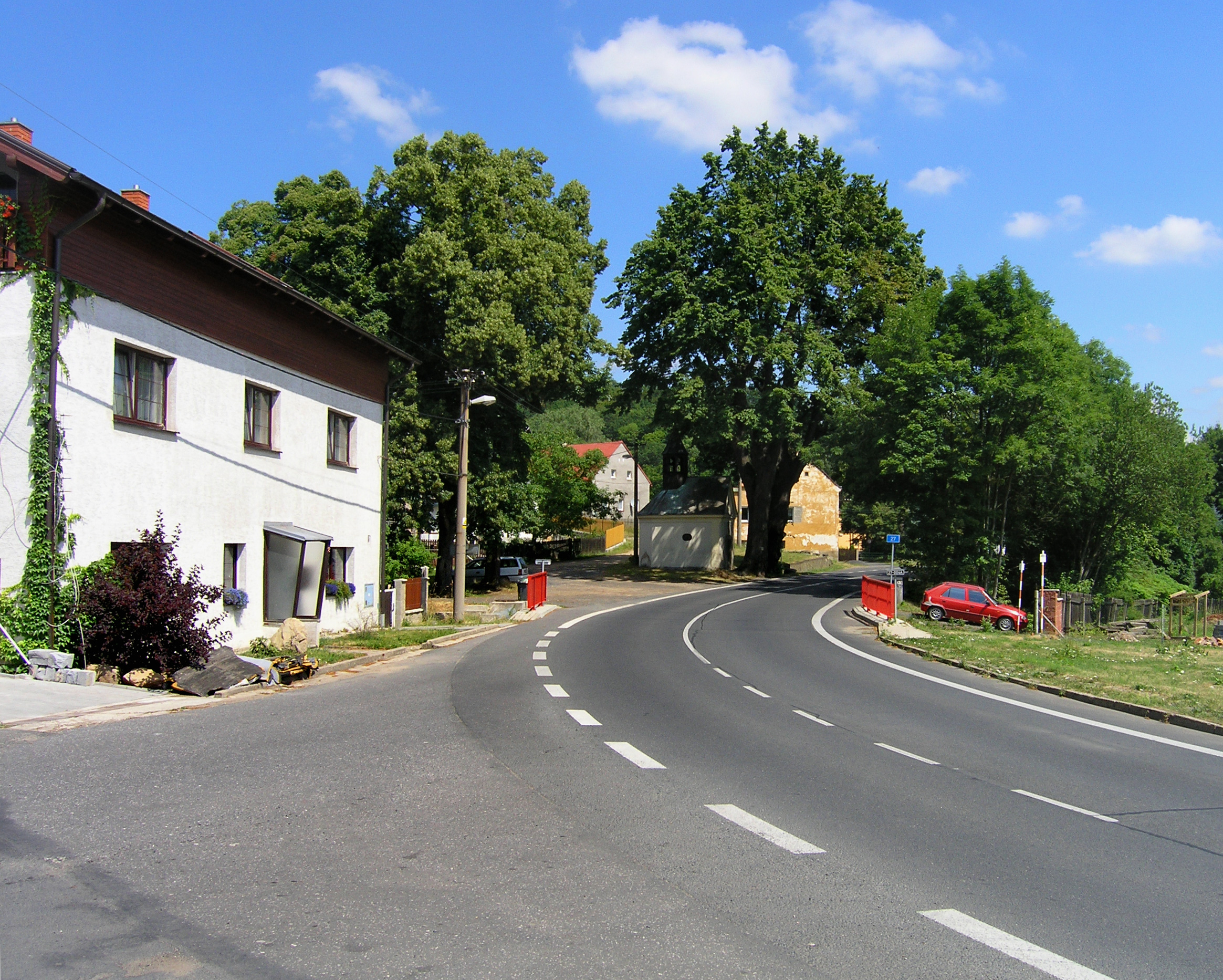
Silnice I/27 v Křižanově

## Modernizace silnice
| Číslo | Název                                          | Délka   | Kategorie        | Zahájení výstavby | Uvedení do provozu | Křižovatky            |
| ----- | ---------------------------------------------- | ------- | ---------------- | ----------------- | ------------------ | --------------------- |
| U54   | Most – Litvínov                                | 6,9 km  | 20,5/18,5/70     | plánováno 2029    | plánováno 2032     |                       |
| U82   | Havraň, obchvat                                | 4,5 km  | 9,5/90           | plánováno 2029    | plánováno 2031     |                       |
| U55   | Velemyšleves – obchvat a přemostění Chomutovky | 2,6 km  | 11,5/80          | 07/2014           | 11/2016            |                       |
| U56   | Žiželice, obchvat a přemostění                 | 3 km    | 11,5/70          | 08/2022           | plánováno 2026     |                       |
| U78   | Žiželice – MÚK D6 Kolešov                      | 25,3 km | 11,5/70          | bude oznámeno     | bude oznámeno      |                       |
| P74   | Kralovice – obchvat                            | 10,3 km | 9,5/70           | bude oznámeno     | bude oznámeno      |                       |
| P75   | Plasy – obchvat                                | 6,1 km  | 9,5/90           | plánováno 2025    | plánováno 2028     | Babina                |
| P73   | Kaznějov, obchvat                              | 8,4 km  | 9,5/80           | plánováno 2027    | plánováno 2030     | Kaznějov Kaznějov-jih |
| P72   | Kaznějov – Třemošná                            | 4,1 km  | 9,5/90           | plánováno 2028    | plánováno 2030     | Horní Bříza           |
| P64   | Přeložka Třemošná                              | 3,8 km  | 11,5/70          | 10/2008           | 06/2011            |                       |
| P63   | Plzeň, Třemošenský rybník – Orlík              | 1,6 km  | 20,75/80         | 04/2019           | 04/2021            |                       |
| P91   | Plzeň, Přemyslova – Karlovarská                | 1,3 km  | 24/50 9,5/50-80  | plánováno 2029    | plánováno 2032     |                       |
| P90   | Plzeň, Sukova – Borská                         | 1,2 km  |                  | plánováno 2029    | plánováno 2030     |                       |
| P61   | Plzeň, Tyršův sad – Sukova, 2. stavba          | 1 km    | 22,2/70 a 9,5/50 | 04/2008           | 11/2011            |                       |
| P62   | Šlovice – Přeštice, přeložka                   | 6,1 km  | 21,5/110 11,5/80 | 06/2020           | 09/2023            |                       |
| P76   | Přeštice – obchvat                             | 5,3 km  | 11,5/90          | 03/2025           | plánováno 2027     |                       |
| P93   | Přeštice – Švihov                              | 8,5 km  | 11,5/80          | bude oznámeno     | bude oznámeno      | Přeštice Borovy       |
| P94   | Švihov – Klatovy                               | 6,3 km  | 9,5/90           | plánováno 2029    | plánováno 2032     | Klatovy               |
| P60   | Klatovy – přeložka, 1. stavba                  | 7,6 km  | 9,5/70           | 11/2021           | 12/2024            |                       |
| P68   | Klatovy – přeložka, 2. stavba                  | 3,4 km  | 9,5/70           | bude oznámeno     | bude oznámeno      |                       |

## Související silnice III. třídy
- III/0271 Velichov (0,323 km)
- III/0273N Jesenice (0,099 km)
- III/0273 Bedlno (1,604 km)
- III/0274 Žebnice - Horní Hradiště - Mladotice (6,828 km)
- III/0275 Dlouhá Louka (2,037 km)
- III/0276 Nezdice (1,0 km)
- III/0277 Švihov - Kamýk, (3,825 km)
- III/0278 Radinovy (0,504 km)
- III/0279 Onen Svět (0,404 km)